# Nerechta
Nerechta (anche traslitterata come Nerekhta o Nerehta) è una cittadina della Russia europea centrale, situata nell'Oblast' di Kostroma, 46 chilometri a sudovest del capoluogo Kostroma; è capoluogo del Nerechtskij rajon.
La cittadina è attestata fin dal XIII secolo; lo status di città venne concesso dalla zarina Caterina II nel 1778.

## Società

### Evoluzione demografica
Fonte: mojgorod.ru
- 1897: 3 000
- 1939: 16 300
- 1959: 22 300
- 1970: 25 700
- 1989: 29 300
- 2002: 26 002
- 2006: 25 100